# Sacra Fossae
Sacra Fossae és una estructura geològica del tipus fossa a la superfície de Mart, situada amb el sistema de coordenades planetocèntriques a 26.76 ° de latitud N i 298.11 ° de longitud E. Fa 950 km de diàmetre. El nom va ser fet oficial per la UAI l'any 1976 i pren el nom d'una característica d'albedo.